# مستأجر (فیلم ۲۰۲۳)
مستأجر (انگلیسی: The Tenant) فیلم هندی درام داستانی سن بلوغ به زبان هندی-انگلیسی است که در سال ۲۰۲۳ اکران گردید، نویسندگی و کارگردانی آن را سوشروت جین (Sushrut Jain) بر عهده داشت. بازیگران اصلی فیلم شامیتا شتی، رودراکش جیسوال، شبا چادها و سواناند کیرکیره هسستند. این فیلم توسط شرکت مد کولی پروداکشنز ساخته شد. فیلم مستأجر در روز ۱۰ فوریه ۲۰۲۳ اکران گردید. فیلم نظرات مختلف منتقدان را در پی داشت.